# Parque nacional de Kibira
El Parque nacional de Kibira (en francés: Parc National de la Kibira) es un parque nacional en el noroeste del país africano de Burundi. Se superpone sobre cuatro provincias y abarca 400 kilómetros cuadrados. El parque nacional se encuentra la cima de las montañas de la divisoria Congo-Nilo. Se extiende al norte de la ciudad provincial de Muramvya en la frontera con Ruanda, donde colinda con el Parque Nacional de Nyungwe. Se estima que alrededor del 16 % del parque se compone de bosque pluvial primario, y se encuentra junto a dos grandes plantaciones de té, una en Teza y la otra en Rwegura.